# Московское нефтепромышленное общество
Московское нефтепромышленное общество — начало свою деятельность в 1897 году. Правление общества находилось в городе Москве.

## История
Основано в феврале 1895 года председателем Нижегородско-Самарского земельного банка И. П. Дараганом в компании с другими капиталистами «Московское товарищество И. П. Дарагана», в 1897 году было преобразовано в «Московское нефтепромышленное общество». В 1897 году Александр Бари инженером по специальности вместе с группой единомышленников создал «Московское нефтепромышленное общество» для разведки и добычи грозненских нефтяных месторождений. Основной деятельностью общества была добыча нефти, разработка и содержание нефтеносных промыслов, находящихся на землях Терской области в округе города Грозного, общество так же владело месторождениями в Бакинском нефтяном районе. 31 января 1897 года был утверждён устав «Московского нефтепромышленного общества». Весной 1899 года весь
акционерный капитал «Московского нефтепромышленного общества» был приобретён Ротшильдами.
В составе предприятия входили два участка принадлежащие на правах аренды: сроком по 1 июля 1917 года и по 1 января 1926 года. Первый в Терской области в Грозненской станице — 30 десятин и второй Кизлярского отдела в Алхан-Юртовской станице — 40 десятин. Участки промысла были оснащены самым современным нефтяным оборудованием. Ответственное управление приисков находилось в городе Грозном. Первоначальный капитал общества составлял 3 млн рублей. В состав правления входили директора Ю. Л. Арон, С. Г. Поляк, И. П. Дараган, А. П. Бари.